# Parapheromia elpidata
Parapheromia elpidata là một loài bướm đêm trong họ Geometridae.